# Pavlik Morozov
Pavel Trofimovici Morozov (cunoscut mai bine sub numele de Pavlik Morozov; în rusă Павлик Морозов; n. 14 noiembrie 1918, satul Gherasimovka, gubernia Tobolsk,  Statul Rus – d. 3 septembrie 1932, satul Gherasimovka, URSS) a fost un elev sovietic care a devenit cunoscut în propaganda sovietică ca eroul-pionier care s-a opus jefuirii proprietății socialiste și culacilor prin denunțarea propriului tată, Trofim Morozov, faptă pentru care a plătit cu viața.
Pavel a fost ucis împreună cu fratele său mai mic. Membrii familiei tatălui său, împotriva căruia Pavel depusese mărturie cu ceva timp în urmă la proces, au fost considerați autori ai crimei și au fost în final găsiți vinovați. Potrivit Mari Enciclopedii Sovietice, se crede că Pavlik Morozov a fost „organizatorul și președintele primului grup de pionieri din satul Gherasimovka”.
Povestea lui Pavlik Morozov a devenit cunoscută pe scară largă în URSS. Au fost ridicate monumente în cinstea băiatului în multe orașe și tabere de pionieri din Uniunea Sovietică.
Opinia conform căreia arestarea tatălui lui Pavlik s-a datorat denunțului făcut de băiat a fost infirmată ulterior de însuși anchetatorul care a fost implicat în cazul lui Trofim. De fapt, motivul arestării a fost reținerea a doi țărani în posesia cărora au fost găsite formulare cu ștampilele sovietului sătesc Gherasimovka. Potrivit mărturisirii unuia dintre deținuți, formularele ștampilate în alb fuseseră cumpărate de la Trofim Morozov. La o audiere la procesul care a dus la condamnarea lui Trofim la 10 ani de exil intern, a depus mărturie mama lui Pavlik. Pavlik însuși a fost martor și nu a făcut decât să-i confirme spusele, dar în timpul mărturiei sale a fost oprit de judecător pentru insignifianța afirmațiilor sale.

## Biografia

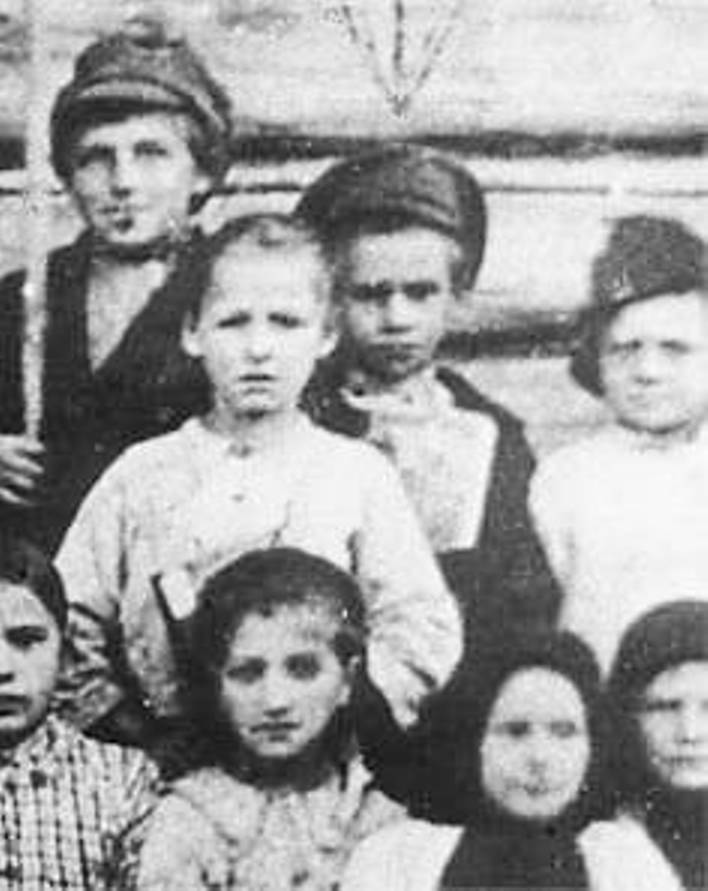
Pavlik Morozov (în centru, purtând o șapcă) cu colegii săi de clasă. În stânga este vărul sa, Daniil Morozov (n. 1913).

Pavlik Morozov s-a născut la 14 noiembrie 1918 în satul Gherasimovka, uezdul Turinsk, gubernia Tobolsk, Rusia, fiul lui Trofim Sergheevici Morozov și Tatiana Semionovna Baidakova. Tatăl a fost etnic belarus și făcea parte dintre imigranții lui Piotr Stolîpin, care se stabiliseră în Gherasimovka începând cu 1910. Pavlik a fost cel mai mare din cinci copii și a avut patru frați: Georghi (decedat în copilărie), Fiodor (născut la 22.07.1923), Aleksei (născut în 1922) și Roman (născut în 1928). 
Tatăl lui Pavlik, un fost comandant junior al Războiul Civil, a fost președinte al soveitului sătesc din Gherasimovska până în 1931. Potrivit amintirilor locuitorilor din Gherasimovka, la scurt timp după ce a preluat această funcție, Trofim Morozov a început să o folosească în scopuri personale, lucru menționat în detaliu în procesul penal intentat ulterior împotriva sa. Potrivit martorilor, Trofim a început să își însușească lucruri confiscate de la țăranii „desculacizați”. În plus, el a speculat certificatele eliberate pentru așa-numiții „coloniști speciali”. 
Curând, tatăl lui Pavel și-a părăsit familia (soția și cei patru copii) și a început să coabiteze cu o femeie care locuia alături, Antonina Amosova. Potrivit amintirilor învățătoarei lui Pavel, tatăl său își bătea cu regularitate soția și copiii atât înainte, cât și după ce a părăsit familia. De asemenea, bunicul lui Pavel își ura nora pentru că nu dorea să locuiască cu el în aceeași gospodărie, ci insista să o împartă (în plus, Tatiana Morozova era o „străină”, venind dintr-un sat vecin). Potrivit lui Alexei (fratele lui Pavel), tatăl său „se iubea doar pe sine și vodca”, nu-și cruța soția și fiii, iar de la coloniștii străini „cerea trei piei pentru formulare cu ștampile”. Părinții lui Trofim Morozov au tratat în același mod familia abandonată de tatăl meu: „Și bunicul și bunica mea au fost străini pentru noi multă vreme. Nu ne-au dat niciodată nimic de mâncare, nu ne-au primit niciodată. Bunicul meu nu l-a lăsat pe nepotul său Daniil să meargă la școală și tot ce auzeam era: «Vei fi un stăpân fără să știi să citești, iar cățeii Tatianei vor fi muncitorii tăi»”. Bunicul lui Pavlik, Serghei Morozov, avea un caracter dur, era cunoscut în sat și avea o reputație sumbră - înainte de revoluție fusese jandarm (după spusele consătenilor săi, a lucrat ca supraveghetor într-o închisoare), iar soția sa, Xenia, fusese implicată în furturile de cai.
În 1931, Trofim Morozov, care nu mai era în funcție, a fost condamnat la 10 ani de închisoare pentru că „fiind președinte al sovietului sătesc, fiind prieten cu culacii, a sustras fermele acestora de la impozitare, iar după ce a părăsit sovietul sătesc, a facilitat fuga coloniștilor speciali prin vânzarea de documente”. El a fost acuzat că le-a eliberat culacilor certificate false cu privire la apartenența lor la sovietul sătesc Gerasimovska, ceea ce le-a permis acestora să părăsească locul de exil. Trofim Morozov, în timp ce se afla în închisoare, a participat la construcția  Canalului Marea Albă-Marea Baltică și, după ce a lucrat timp de trei ani, s-a întors acasă cu o medalie pentru munca grea depusă, iar apoi s-a stabilit în Tiumen.

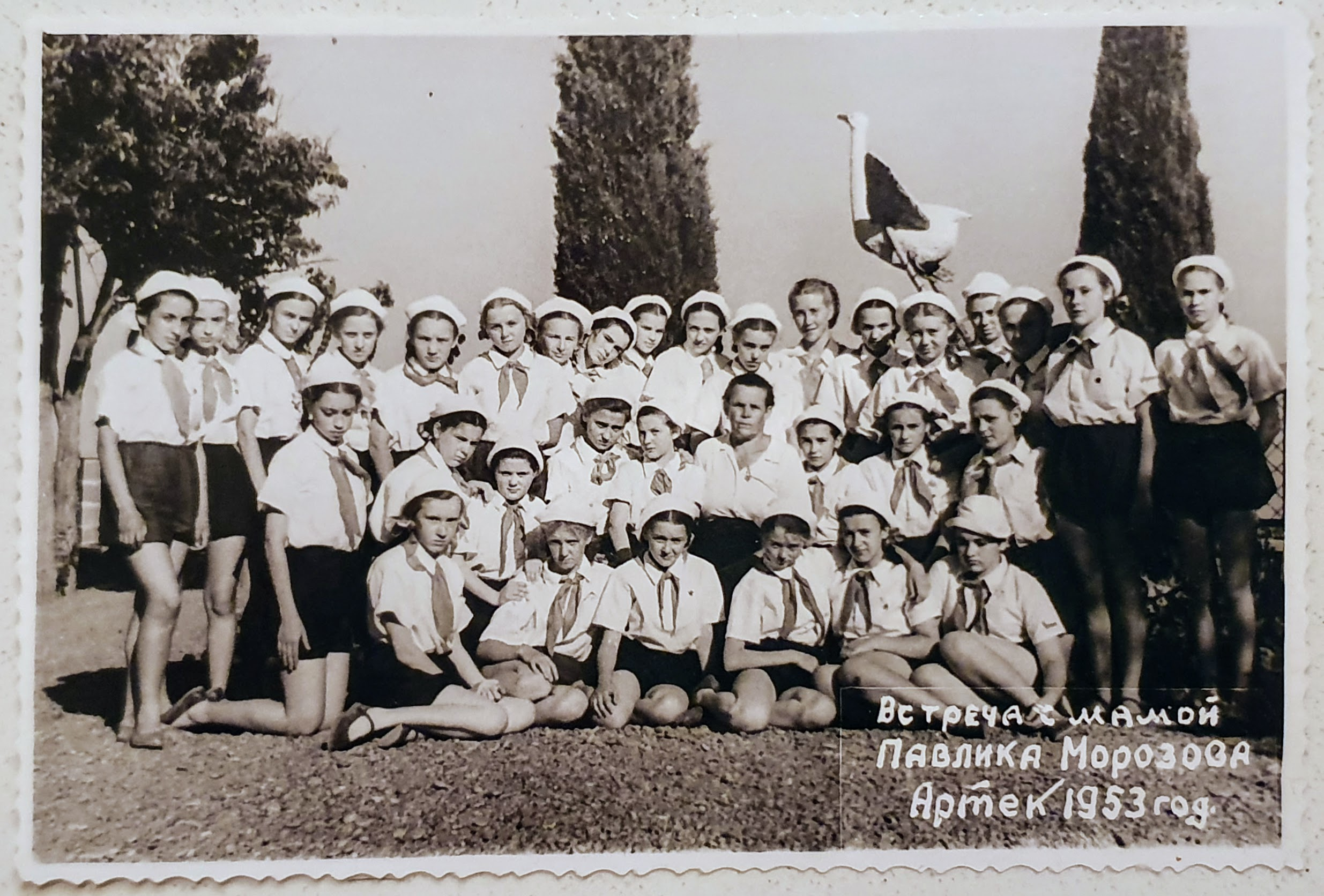
Întâlnire cu mama lui Pavlik Morozov a pionierilor care își petrec vacanța de vară în tabăra de pionieri Artek, 1953

Potrivit cuvintelor învățătoarei lui Pavlik Morozov, L.P. Isakova (citat de Veronika Kononenko), mama lui Pavlik era „o fată frumoasă și foarte bună”. După uciderea fiilor ei, Tatiana Morozova a părăsit satul, de teamă să nu se întâlnească cu fostul ei soț, și timp de mulți ani nu a îndrăznit să-și viziteze locul natal. În cele din urmă, după al Doilea Război Mondial, s-a stabilit în Alupka, unde a trăit dintr-o pensie guvernamentală. Fratele mai mic al lui Pavlik, Roman, potrivit unei versiuni, a murit pe front în timpul războiului. Potrivit altei versiuni, a supraviețuit, dar a devenit invalid și a murit la scurt timp după încheierea acestuia. Alexei a fost singurul copil al Tatianei care s-a căsătorit. El a avut doi fii din căsătorii diferite, Denis și Pavel. După ce a divorțat de prima soție, s-a mutat în casa mamei sale din Alupka, unde a încercat să nu vorbească despre relația sa cu Pavlik și a vorbit despre el doar la sfârșitul anilor 1980, când, în plină Perestroika, a început o campanie de discreditare a lui Pavlik.
Tatiana Morozova a murit în 1983 în Alupka. Tot acolo a murit și Alexei, undeva la mijlocul anilor 2000. Fiul său, Pavel, numit în cinstea unchiului să, a murit în 2006.
Învățătoarea lui Pavel și-a amintit de sărăcia din satul Gherasimovka:
{{citat|Școala de care mă ocupam funcționa în două schimburi. Pe atunci nu aveam habar de radio și de electricitate, stăteam seara la lumina lămpii, economisind gazul. Nu exista cerneală, scriam cu suc de sfeclă. Sărăcia în general era îngrozitoare. Când noi, învățătorii, am început să mergem din ușă în ușă ca să înscriem copiii la școală, s-a dovedit că mulți dintre ei nu aveau nici măcar haine. Copiii stăteau dezbrăcați pe sobe, acoperiți cu niște cârpe. Copiii se urcau în cuptor și se încălzeau în cenușă.
Am organizat o sală de lectură, dar aproape că nu existau cărți, iar ziarele locale veneau foarte rar. Unii oameni îl văd acum pe Pavlik ca pe un băiat plin cu lozinci, cu o uniformă curată de „pionier”. Dar, din cauza sărăciei noastre, el nici măcar nu văzuse vreodată această „uniformă”.
Obligat să își întrețină familia în condiții atât de grele, Pavel a arătat întotdeauna dorința de a învăța. După cum a spus învățătoarea lui, L. P. Isakova:
„Era foarte dornic să învețe, lua cărți de la mine, dar nu avea timp să citească, lipsea adesea de la lecții din cauza muncii la câmp și la fermă. Apoi a încercat să recupereze, s-a descurcat bine și a învățat-o și pe mama lui să citească și să scrie....”
După ce tatăl său și-a părăsit familia, Pavel a trebuit să se ocupe de fermă – a devenit cel mai în vârstă bărbat din familia Morozov.

## Crima
Pe 2 septembrie 1932, Pavel și fratele său mai mic, Fiodor, au mers în pădure după fructe de pădure, intenționând să petreacă noaptea acolo (în absența mamei lor, care plecase la târg să vândă un vițel). Pe 6 septembrie, săteanul Dmitri Șatrakov le-a găsit cadavrele cu răni de cuțit într-o pădure de plop.
Mama celor doi frați a descris descrie evenimentele din aceste zile în conversația cu anchetatorul, după cum urmează:
„Pe 2 septembrie am plecat la Tavda, iar pe 3 Pavel și Fiodor au plecat în pădure după fructe de pădure. M-am întors pe 5 și am aflat că Pașa și Fedia nu se întorseseră din pădure. M-am îngrijorat și m-am dus la milițian, care i-a adunat pe oameni și au plecat în pădure să-mi caute copiii. Curând au fost găsiți înjunghiați mortal.
Fiul meu mijlociu, Alexei, în vârstă de 11 ani, mi-a spus că pe 3 septembrie l-a văzut pe Daniil ieșind foarte repede din pădure și câinele nostru alergând după el. Alexei l-a întrebat dacă i-a văzut pe Pavel și Fiodor, la care Daniil nu a spus nimic și doar a râs. Era îmbrăcat în pantaloni de casă și o cămașă neagră - Alexei și-o amintea bine. Acești pantaloni și această cămașă fuseseră găsite la Serghei Sergheevici Morozov în timpul percheziției.

Nu mă pot abține să nu remarc faptul că pe 6 septembrie, când copiii mei înjunghiați au fost aduși din pădure, bunica Aksinia m-a întâlnit pe stradă și mi-a spus cu un rânjet: „Tatiana, ți-am făcut carne, iar acum o mănânci!”.”
În primul act de examinare medico-legală, întocmit de milițianul raional Iakov Titov, în prezența felcerului de la stația medicală Gorodișcev P. Makarov, a martorilor Piotr Ermakov, Avraam Knigi și Ivan Barkin, s-au consemnat următoareleо:
„Pavel Morozov era întins la 10 metri de șosea, cu capul spre est. Purta un sac roșu pe cap. Pavel a fost înjunghiat mortal în abdomen. O a doua lovitură a fost aplicată în piept, lângă inimă, sub care erau împrăștiate afine. Lângă Pavel era un coș, celălalt era aruncat deoparte. Cămașa lui era ruptă în două locuri, iar pe spate avea o pată purpurie însângerată. Părul îi era de culoare roșcată, fața albă, ochii albaștri, deschiși, gura închisă. La picioarele lui se aflau doi mesteceni (...) Cadavrul lui Fiodor Morozov se afla la cincisprezece metri de Pavel, într-o mlaștină cu adâncime mică și înconjurată de plopi. Fiodor fusese înjunghiat cu un băț în tâmpla stângă, obrazul drept era pătat de sânge. Un cuțit îl înjunghiase mortal în abdomen, deasupra buricului, acolo unde ieșeau intestinele, iar un cuțit îi tăiase brațul până la os.”
Al doilea act de examinare, făcut de felcerul orașului Markov după spălarea cadavrelor, precizează că:
„Pavel Morozov avea o rană superficială de 4 centimetri în partea dreaptă a pieptului, în zona coastei a cincea sau a șasea, o a doua rană superficială în regiunea pancreatică, o a treia rană în partea stângă a stomacului, regiunea subcostală, de 3 centimetri, prin care a scăpat o parte din intestine, și o a patra rană în partea dreaptă (la ligamentul inghinal), de 3 centimetri, prin care a scăpat o parte din intestine și a survenit moartea. De asemenea, la mâna stângă, sub metacarpianul degetului mare, era o rană mare de 6 centimetri lungime.”
Pavel și Fiodor Morozov au fost înmormântați în cimitirul Gherasimovka. Un obelisc cu o stea roșie a fost așezat pe mormânt, iar în apropiere a fost săpată o cruce cu inscripția: „În 1932, la 3 septembrie, doi frați Morozov - Pavel Trofimovici, născut în 1918, și Fiodor Trofimovici - au fost uciși de un răufăcator cu un cuțit ascuțit”.
În rechizitoriul împotriva presupușilor asasini ai lui Pavlik s-a afirmat:
„Morozov Pavel, fiind un pionier pe tot parcursul anului în curs, a dus o luptă devotată, activă împotriva dușmanului de clasă, a culacilor și complicilor lor, a vorbit la întâlniri publice, a expus trucurile culacilor și a depus în mod repetat mărturii în acest sens...”
În același timp, Pavel a avut relații foarte complicate cu rudele tatălui său. M. E. Ciulkova descrie un astfel de episod:
„... Într-o zi, Daniil a lovit mâna lui Pavel atât de tare încât a început să se umfle. Mama lui, Tatiana Semionovna, se afla între ei, iar Daniil a lovit-o în față atât de tare încât i-a sângerat gura. Bunica a venit țipând:

— Înjunghie-l pe mucosul ăla de comunist!

— Să-i jupuim! - a strigat Daniil…”

## Primul procesul al lui Trofim Morozov
„La procesul-spectacol al președintelui sovietului sătesc din satul Gherasimovka, Trofim Morozov, au participat sute de persoane.

S-a dat citire rechizitoriului. A început audierea martorilor. Dintr-o dată, liniștea adâncă a cursului măsurat al procesului a fost pătrunsă de o voce sonoră de copil:
— Unchiule, lasă-mă să spun ceva!
A fost agitație în sală. Spectatorii au sărit de pe scaunele lor, rândurile din spate s-au repezit la cei care stăteau pe scaune, iar la uși s-a produs o îmbulzeală. Președintele instanței a restabilit cu greu ordinea....
— Eu sunt cel care a depus plângere împotriva tatălui meu. În calitate de pionier, mă dezic de tatăl meu. El a comis o contrarevoluție clară. Tatăl meu nu este un apărător al lui Octombrie. El l-a ajutat pe culacul Kulukanov Arsentii în toate modurile posibile. El a fost cel care i-a ajutat pe kulaci să scape. El a fost cel care a ascuns proprietățile culacilor pentru ca acestea să nu ajungă la fermierii colectivi.....
— Cer ca tatăl meu să fie tras la răspundere cu severitate pentru ca altora să nu li se creeze obiceiul să-i apere pe culaci.
Martorul pionier Pavel Morozov, în vârstă de 12 ani, și-a încheiat mărturia. Nu, nu a fost o declarație de martor. A fost un rechizitoriu nemilos al tânărului apărător al socialismului împotriva celor care se aflau de partea dușmanilor înverșunați ai revoluției proletare.
Trofim Morozov, care a fost demascat de fiul său pionier, a fost condamnat la 10 ani de închisoare pentru legături cu culacii locali, pentru că a fabricat documente false pentru aceștia și pentru că a ascuns proprietăți ale culacilor.
După proces, pionierul Pavel Morozov a revenit în familia bunicului lui Morozov, Serghei. Familia nu l-a primit bine pe neînfricatul denunțător. Un zid surd de ostilitate ascunsă îl înconjura pe băiat. Detașamentul de pionieri era casa lui. Pașa a alergat acolo ca în propria sa familie, acolo a împărtășit bucurii și tristeți. Acolo l-au învățat o intoleranță pasională față de culaci și complicilor lor.
Și când bunicul lui Pașa, Serghei Morozov, a dosit proprietatea culacilor, Pașa a alergat la sovietul sătesc și l-a denunțat pe bunicul său.
În iarna anului 1932, Pașa a scos la iveală fapta culacului Silin Arsenie, care nu a îndeplinit o sarcină grea și a vândut o încărcătură de cartofi culacilor. În toamnă, fostul culac Kulukanov a furat 16 puduri de secară de pe câmpul sovietului sătesc și a ascuns-o din nou la socrul său, Serghei Morozov. Pavel și-a demascat din nou bunicul și pe culacul Kulukanov.
La întâlnirile din timpul semănatului, în timpul recoltării cerealelor, peste tot activistul-pionier Pașa Morozov a expus complicatele mașinațiuni ale culacilor și complicilor lor...

Și, pe furiș, pe ascuns, au început pregătirile pentru represalii teribile și sângeros împotriva pionierului activist. Mai întâi Daniil Morozov, verișorul lui Pavel, și apoi bunicul său, Serghei, au fost atrași în conspirația criminală. Pentru un preț de „treizeci de arginți”, Daniil Morozov s-a angajat, cu ajutorul bunicului său, să îl ucidă pe ruda lor pe care o urau. Culacul Kulukanov a alimentat cu abilitate atât antipatia lui Daniil cât și a bunicului său față de Pavel. Pavel a primit tot mai des bătăi brutale și amenințări fără echivoc..
— Dacă nu te retragi din detașament, te înjunghii oricum, pionier nenorocit, a răcnit Daniil, bătându-l pe Pavel până la inconștiență.
Pe 26 august, Pavel a depus o reclamație pentru amenințare la milițianul de raion. Fie din cauza lipsei de viziune politică, fie din alte motive, milițianul nu a avut timp să intervină în acest caz. Pe 3 septembrie, într-o zi senină de toamnă, Pavel, împreună cu fratele său Fedia, în vârstă de 9 ani, a dat o fugă în pădure să culeagă fructe de pădure...
Seara, în liniște, în văzul tuturor, Daniil Morozov și bunicul său Serghei au încheiat de grăpat și semănat și s-au îndreptat spre casă.
Drumul a cotit-o pe nesimțite în pădure. I-am întâlnit pe Fedia și Pașa destul de aproape.....
Răzbunarea a fost scurtă. Un cuțit a oprit inima rebelă a unui tânăr pionier. Apoi, martorul inutil - Fedia, în vârstă de nouă ani, a fost lichidat la fel de repede. Dănilă și bunicul său s-au întors liniștiți acasă și s-au așezat la masă. Bunica Xenia, de asemenea, calm și cu pricepere, a început să înmoaie hainele însângerate. Într-un colț întunecat, în spatele icoanloe, au ascuns un cuțit.....
Zilele acestea se va judeca la fața locului, printr-un proces-spectacol, cazul uciderii pionierului-activist Pavel Morozov și a fratelui său de nouă ani.
În boxa acuzaților stau inspiratorii activi ai crimei, culacii Kulukanov și Silin, ucigașii Serghei și Daniil Morozov, complicele lor Xenia Morozova...

Pavel Morozov nu este singurul. Există legiuni ca el. Ei îi demască pe cei care fură pâinea, pe cei care fură din proprietatea publică, ei, dacă este necesar, îi aduc pe tații lor sprijinitori ai culacilor pe banca acuzaților....”

### Procesul pentru uciderea lui Pavlik Morozov
În procesul de investigare a crimei, a s-a considerat că aceasta era strâns legată de cazul anterior împotriva tatălui lui Pavlik, Trofim Morozov.
Pavel a depus mărturie la ancheta preliminară, confirmând spusele mamei sale, conform căreia Trofim a bătut-o pe mama lui Pavik și a adus lucruri acasă ca plată pentru eliberarea de documente false (unul dintre anchetatori, Iuri Drujnikov, sugerează că Pavel nu ar fi putut vedea acest lucru, deoarece tatăl său nu a trăit mult timp cu familia). Potrivit versiunii lui Drujnikov, în dosarul de cercetare a crimei s-a menționat că „la 25 noiembrie 1931, Pavel Morozov a depus o declarație la autoritățile de anchetă potrivit căreia tatăl său, Morozov Trofim Sergheievici, fiind președintele sovietului sătesc și având legături cu culacii locali, se ocupa cu falsificarea documentelor și cu vânzarea lor către culacii-coloniști speciali”. Declarația era legată de investigarea unui certificat fals eliberat de sovietul sătesc Gerasimovska către un colonist special. Această declarație a permis autorităților să îl implice pe Trofim să fie implicat în acest caz. Trofim Morozov a fost arestat și judecat în luna februarie a anului următor.
În rechizitoriul privind cazul uciderii fraților Morozov, anchetatorul Elizar Vasilievici Șepelev a scris că „Pavel Morozov a depus o declarație la autoritățile de anchetă la 25 noiembrie 1931”. Într-un interviu acordat jurnalistei Veronika Kononenko și consilierului superior de justiție Igor Titov, Șepelev a declarat:
„Nu înțeleg de ce am scris toate astea, pentru că în dosar nu există nicio dovadă că băiatul ar fi contactat autoritățile de anchetă și că din acest motiv a fost ucis. Probabil că am vrut să spun că Pavel a depus mărturie în fața judecătorului atunci când Trofim a fost judecat... Așadar, din cauza cuvintelor mele scrise inexact, băiatul este acum acuzat de denunț?! Dar este o crimă să ajuți la anchetă sau să acționezi ca martor în instanță? Și este posibil să acuzi o persoană de orice din cauza unei singure fraze?”
Trofim Morozov și alți președinți de soviete sătești au fost arestați pe 26 și 27 noiembrie, a doua zi după „denunț”. Conform rezultatelor unei investigații jurnalistice realizate de Evghenia Mediakova, publicată în revista „Ural” în 1982, s-a constatat că Pavel Morozov nu a fost implicat în arestarea tatălui său. 
Pe 22 noiembrie 1931, un anume Zvorîkin a fost reținut la gara Tavda. În posesia sa au fost găsite două formulare în alb cu ștampilele Sovietului sătesc Gherasimovka, pentru care, potrivit acestuia, a dat 105 ruble. Certificatul atașat la dosar spune că, înainte de arestare, Trofim nu mai era președinte al sovietului sătesc, ci „funcționar al magazinului sătesc Gorodișcensk”. Mediakova mai scrie că: „Tavda și Gherasimovka au primit cereri repetate de la șantierul de construcție din Magnitogorsk, de la multe fabrici, uzine și ferme colective pentru a afla dacă anumiți cetățeni erau într-adevăr locuitori ai Gherasimovka”. În consecință, a început verificarea deținătorilor de certificate false. „Și cel mai important, Mediakova nu a găsit mărturia băiatului în dosarul de investigație! Mărturia Tatianei Semionovna este acolo, dar cea a lui Pavlik nu! Pentru că el nu a făcut nici o «declarație în fața organelor de anchetă»!".
Pavel și-a însoțit mama în instanță, dar în cele din urmă a fost oprit de judecător din cauza vârstei sale fragede. În cazul uciderii lui Morozov se spune: „La proces, fiul Pavel a expus toate detaliile despre tatăl său și farsele sale”. Discursul rostit de Pavlik este cunoscut în 12 versiuni, majoritatea derivate dintr-o carte a jurnalistului Piotr Solomein. În înregistrarea din arhiva lui Solomein însuși, acest discurs de denunțare este transmis după cum urmează:
„Unchilor, tatăl meu a comis o activitate contrarevoluționară evidentă, iar eu, ca pionier, sunt obligat să spun acest lucru, tatăl meu nu este un apărător al intereselor din octombrie, ci încearcă pe toate căile posibile să-l ajute pe culac să scape, l-a susținut cu un munte, iar eu, nu ca fiu, ci ca pionier, cer ca tatăl meu să fie adus în fața justiției, pentru ca pe viitor să nu-i împiedice pe alții să ascundă culacul și să încalce clar linia partidului. De asemenea, aș mai adăuga că tatăl meu își însușește acum proprietatea culacilor, a luat patul lui Arsenie Kulukanov (soțul surorii lui T. Morozov și nașul lui Pavel) și a vrut să ia de la el o căpiță de fân, dar culacul Kulukanov nu i-a dat fân, ci a spus, mai bine să ia o p...ă. ”

### Versiunea acuzării
Versiunea acuzării și a instanței a fost următoarea. La 3 septembrie, Culacul Arseni Kulukanov, aflând de plecarea băieților la cules de fructe de pădure, a conspirat cu Daniil Morozov, care venise la el acasă, pentru să-l ucidă pe Pavel, dându-i 5 ruble și cerându-i să-i ceară lui Serghei Morozov, „cu care Kulukanov conspirase anterior”, să participe la crimă. După ce s-a întors de la Kulukanov și după ce a terminat grăparea (adică grăpatul, afânarea pământului), Daniil s-a dus acasă și i-a povestit conversația bunicului Serghei. Acesta din urmă, văzând că Danila ia cuțitul, fără să scoată o vorbă, a părăsit casa și s-a dus cu Danila, spunându-i: „Hai să mergem să-i ucidem, uite, nu-ți fie frică”. După ce i-a găsit pe copii, Dănilă, fără să scoată un cuvânt, a scos un cuțit și l-a înjunghiat pe Pavel. Fedya s-a laut-o la fugă să scape, dar a fost prins de Serghei și înjunghiat tot de Daniil. „După ce s-a asigurat că Fedia era mort, Daniil s-a întors la Pavel și l-a mai înjunghiat de câteva ori."
Uciderea lui Morozov a fost larg mediatizată ca o manifestare a terorii culacilor (împotriva unui membru al Organizației Pionierilor) și a servit drept pretext pentru represiuni ample la scara întregii Uniunii. Asasinatul a făcut posibilă în Gherasimovka organizarea unui colhoz. Mai înainte de acest eveniment, toate încercările au fost zădărnicite de țărani.
La Tavda, la „Clubul Stalin”, a avut loc un proces-spectacol al presupușilor asasini. La proces, Daniil Morozov a confirmat toate acuzațiile, Serghei Morozov a făcut declarații contradictorii, fie că își recunoștea, fie că își nega vinovăția. Toți ceilalți acuzați au negat vinovăția. Principalele probe au fost un cuțit de uz casnic găsit în posesia lui Serghei Morozov și hainele murdare de sânge ale lui Daniil, care fuseseră înmuiate, dar pe care Xenia nu apucase să le spele. (S-a afirmat la un moment dat că Daniil ar fi sacrificat un vițel pentru Tatiana Morozova).
Corespondent ziarului „Uralski Rabocii” a prezentat versiunea acuzării ca fiind general acceptată. O versiune similară a fost prezentată într-un articol din „Pionerskaia Pravda”.

### Verdictul Tribunalului Regional din Urali
Tribunalul Regional din Ural a decis că bunicul copiilor, Serghei (tatăl lui Trofim Morozov) și vărul de 19 ani al celor două victime, Danila, bunica lor, Xenia (în calitate de complice) și nașul și unchiul lui Pavel, Arsenie Kulukanov, (în calitate de culac și inițiator și organizator al crimei), sunt vinovați de uciderea lui Pavel Morozov și a fratelui său Fiodor. După proces, Arseni Kulukanov și Danila Morozov au fost împușcați, iar Serghei și Xenia Morozov, în vârstă de optzeci de ani, au murit în închisoare. Celălalt unchi al lui Pavlik, Arsenii Silin, a fost, de asemenea, acuzat de complicitate la crimă, dar a fost achitat în timpul procesului.

## Versiunea lui Iu. Drujnikov și critica acestei versiuni

### Versiunea lui Drujnikov
Potrivit afirmațiilor scriitorului Iuri Drujnikov, Iuri Ilici, care a publicat cartea „Denunțătorul 001, sau Ascensiunea lui Pavlik Morozov” în Regatul Unit în 1987, multe dintre circumstanțele care au înconjurat viața lui Pavel Morozov sunt distorsionate de propagandă și sunt afirmații îndoielnice.
În primul rând, Drujnikov pune la îndoială faptul că Pavlik Morozov a fost un pionier. Potrivit lui Drujnikov, acesta a fost declarat pionier aproape imediat după moartea sa (acest lucru, în opinia lui Drujnikov, a fost important pentru anchetă, deoarece a pus uciderea sa sub incidența articolului privind teroarea politică), dar Pavel este înfățișat cu o cravată de pionier doar în portretele de propagandă, iar singura fotografie a sa care a supraviețuit nu îl arată purtând o cravată. De asemenea, el pune sub semnul întrebării faptul că Pavel era dornic să învețe. El o citează pe profesoara sa, Z. A. Kabina, care a declarat că Pavel a intrat la școală abia la a treia încercare și doar cu un an înainte de moartea sa, dar nu a învățat niciodată să scrie și să citească (potrivit acesteia, el vorbea chiar un dialect mixt bielorus-rus și, în general, era foarte neglijat din punct de vedere pedagogic).
Drujnikov susține că, depunând mărturie împotriva tatălui său, Pavlik și-a atras „ura universală” în sat. El a devenit cunoscut sub numele de „Pașka cumanistul” (comunistul). Drujnikov consideră exagerate afirmațiile oficiale potrivit cărora Pavel ar fi ajutat în mod activ la identificarea hoților de grâne, a celor care ascundeau arme, care plănuiau crime împotriva autorităților sovietice etc. Potrivit autorului, în opinia consătenilor săi, Pavel nu era un „informator serios”, deoarece „informarea este, știți, o muncă serioasă, iar el era doar așa, un putregai și scandalagiu mărunt”. Potrivit lui Drujnikov, doar două astfel de „denunțuri” sunt documentate în dosarul cazului de crimă.
Autorul sugerează că mama lui Pavlik a depus mărturie la proces pentru ca să se răzbuna pe soțul care o abandonase și poate, speriindu-l, să îl aducă înapoi în familie.
El consideră ilogic comportamentul presupușilor criminali, care nu au luat nicio măsură ca să ascundă urmele crimei (nu au scufundat cadavrele în mlaștină, lăsându-le pe marginea drumului, nu au spălat la timp hainele însângerate, nu au curățat cuțitul de urmele de sânge, punându-l într-un loc în care cei care efectuează o percheziție vor căuta mai întâi). Toate acestea sunt cu atât mai ciudate cu cât bunicul lui Morozov este un fost jandarm, iar bunica sa a fost o hoață de cai.
Potrivit versiunii lui Drujnikov, crima a fost rezultatul unei provocări din partea OGPU, organizată cu participarea lui Spiridon Kartașov, un comisar adjunct al OGPU, și a lui Ivan Potupchik, vărul lui Pavel, un informator. În acest sens, autorul descrie un document pe care pretinde că l-a găsit în materialele dosarului nr. 374 (privind uciderea fraților Morozov). Acest document a fost redactat de Kartașov și este un raport al interogatoriului lui Potupchik în calitate de martor în cazul uciderii lui Pavel și Fiodor. Documentul este datat 4 septembrie, ceea ce înseamnă că, potrivit datei, a fost redactat cu două zile înainte de descoperirea cadavrelor.
Potrivit lui Iuri Drujnikov:
„Nu a existat nicio anchetă. S-a dat ordin ca cele două cadavre să fie îngropate până la sosirea anchetatorului, fără a fi examinate. Jurnaliștii au stat pe scenă precum procurorii, vorbind despre importanța politică a împușcării culacilor. Avocatul apărării i-a acuzat pe inculpați de crimă și s-a retras în aplauze. Diferite surse au raportat moduri diferite moduri de executare a crimei, iar procurorul și judecătorul erau confuzi în privința faptelor. Un cuțit găsit în casă, cu urme de sânge, a fost numit ca fiind arma crimei, dar Daniil sacrificase un vițel în acea zi – nimeni nu a verificat al cui era sângele. Bunicul, bunica, unchiul și verișorului lui Pavlik, Daniil, care au fost acuzați, au încercat să spună că au fost bătuți și torturați. Împușcarea nevinovaților din noiembrie 1932 a fost semnalul pentru un masacru în masă al țăranilor din întreaga țară.”

### Critici și respingeri ale afirmațiilor lui Drujnikov

#### Indignarea fratelui și învățătoarei lui Pavel
După publicarea cărții lui Iu. Drujnikov, Veronika Kononenko a publicat în ziarul „Sovețkaia Rossia” și în revista „Omul și legea” o critică dură la adresa acestei investigații literare, apreciind cartea lui Drujnikov ca fiind calomnioasă și plină de informații falsificate colectate în mod fraudulos. În sprijinul acestor afirmații, ea a citat o scrisoare a lui Alexei Morozov, fratele lui Pavel Morozov, potrivit căreia profesorul lui Pavel, Z. A. Kabina, dorea să-l dea în judecată pe Drujnikov la o instanță internațională pentru denaturarea memoriilor sale.
Într-o scrisoare de la Alexei Morozov, fratele lui Pavel, publicată de Veronika Kononenko, se spune: 
„Ce fel de judecată este aceasta a fratelui meu? Este dureros și înfricoșător. L-au numit în revistă turnător pe fratele meu. Asta e o minciună! Pavel a luptat întotdeauna deschis. De ce este insultat? Familia noastră nu a avut parte de destulă durere? Pe cine batjocoresc? Doi dintre frații mei au fost uciși. Al treilea, Roman, a venit de pe front ca invalid și a murit tânăr. În timpul războiului am fost calomniat ca dușman al poporului. Am făcut zece ani de închisoare într-un lagăr. Și apoi m-au reabilitat. Și acum calomnia împotriva lui Pavlik. Cum pot să suport toate astea? M-au condamnat la torturi mai rele decât în lagăre. E bine că mama nu a trăit să vadă aceste zile... Scriu și lacrimile mă sufocă. Se pare că Pașka stă din nou fără apărare pe drum. ... Korotici, redactorul de la „Ogoniok”, a spus la postul de radio „Svoboda” că fratele meu era un ticălos, deci și mama mea... Iuri Izrailevici Alperovici-Drujnikov a venit în familia noastră, a băut ceai cu mama, a empatizat cu noi, apoi a publicat la Londra o carte ticăloasă – o grămadă de minciuni și calomnii atât de dezgustătoare încât, după ce am citit-o, am făcut un al doilea atac de cord. Z. A. Kabina s-a îmbolnăvit și ea, a vrut să-l dea în judecată pe autor la o instanță internațională, dar unde ar putea să meargă - Alperovici locuiește în Texas și râde – ca să încerce să-l găsească, pensia ei de învățătoare nu va fi suficientă. Capitolele din cartea „Ascensiunea lui Pavlik Morozov” a acestui mâzgălitor au fost publicate în multe ziare și reviste, nimeni nu ține cont de protestele mele, nimeni nu vrea să afle adevărul despre fratele meu... Se pare că singurul lucru care mi-a mai rămas de făcut este să torn benzină pe mine, și cu asta basta!”

#### Critici la adresa autorului și a cărții sale
Afirmațiile lui Drujnikov contrazic amintirile primei profesoare a lui Pavel, Larisa Pavlovna Isakova:
„Nu am avut timp să organizez un grup de pionieri în Gherasimovka, acesta a fost creat după mine de Zoia Kabina<…>. Am adus odată o cravată roșie de la Tavda, i-am legat-o lui Pavel, iar el a fugit acasă bucuros. Dar acasă, tatăl său i-a rupt cravata și l-a bătut cumplit. […] Comuna s-a destrămat, iar soțul meu aproape că a fost omorât în bătaie cu pumni. Am fost salvată de Ustinia Potupcik, care m-a avertizat că Kulakanov și prietenii lui aveau de gând să mă omoare. […] Probabil că Pavlik l-a urât pe Kulakanov încă de atunci, el a fost primul care s-a alăturat pionierilor atunci când unitatea a fost organizată.”
Jurnalista Veronika Pavlovna Kononenko a confirmat că învățătoarea lui Pavel Morozov, Zoia Kabina, „a fost cea care a creat prima unitate de pionieri din sat, care a fost condusă de Pavel Morozov”.
Potrivit articolului Vladimir Sergheevici Bușin, versiunea lui Drujnikov conform căreia ucigașii au fost „Kartashov și Potupcik”, dintre care primul era un „agent operativ al OGPU”, este calomnioasă. Bușin se referă la Veronika Kononenko, care i-a găsit pe „Spiridon Nikitici Kartașov însuși” și pe fratele lui Pavel Morozov, Alexei. Subliniind că numele real al lui Drujnikov era Alperovici, Bușin susține că, pe lângă faptul că folosea „frumosul pseudonim rusesc Drujnikov”, acesta „a câștigat încrederea” fostei profesoare a lui Pavel Morozov, Larisa Pavlovna Isakova, folosind un alt nume – cel al colegului său de redacție I.M. Acildiev. Pe lângă faptul că afirmă neimplicarea lui Kartașov în OGPU, Bușin îl acuză pe Alperovici-Drujnikov de denaturarea și falsificarea deliberată a faptelor pentru a se potrivi cu propriile opinii și convingeri.
În 2005, profesoara Catriona Helen Moncrieff Kelly de la Universitatea Oxford a publicat cartea „Comrade Pavlik: The Rise and Fall of a Soviet Boy Hero”. Kelly a susținut în controversa care a urmat că „deși există urme de reducere la tăcere și de ascundere a unor fapte minore de către lucrătorii OGPU, nu există niciun motiv pentru a crede că uciderea în sine a fost instigată de aceștia”.
Iuri Drujnikov a declarat că profesoara Kelly a folosit lucrarea sa nu doar în referințele permise, ci și prin repetarea compoziției cărții, a selecției detaliilor și a descrierilor. În plus, Kelly, potrivit lui Drujnikov, a ajuns la o concluzie exact opusă cu privire la rolul OGPU-NKVD în uciderea lui Pavlik. Potrivit lui Kelly, Drujnikov a considerat că materialele oficiale sovietice nu sunt de încredere, dar le-a folosit atunci când a fost avantajos pentru ca să-și susțină cazul. În opinia lui Kelly, Drujnikov, în loc de o relatare științifică a criticilor aduse cărții sale, a publicat un „denunț”, care sugera legătura lui Kelly cu „organele”. Kelly a găsit puține diferențe între concluziile cărților și a atribuit unele dintre criticile lui Drujnikov lipsei sale de cunoaștere a limbii și culturii engleze.

## Ancheta Procuraturii Generale Militare
Avocatul sovietic Alexandr Alexeievici Liskin a luat parte la o anchetă suplimentară a cazului în 1967 și a cerut dosarul de crimă nr. N-7825 din arhivele KGB-ului URSS. Liskin a subliniat „tăinuirea” și „falsificarea” de către inspectorul Titov care au fost descoperite în timpul anchetei. În 1995, Liskin a solicitat certificate oficiale privind presupusul cazier judiciar al tatălui lui Pavlik, însă autoritățile Ministerului de Interne din regiunile Sverdlovsk și Tiumen nu au găsit astfel de informații. Liskin a sugerat să se verifice „colțurile secrete ale arhivelor prăfuite” pentru a-i găsi pe adevărații ucigași ai fraților Morozov.
Liskin a fost de acord cu argumentele Veronicăi Kononenko, redactor al revistei Omul și legea cu privire la caracterul de mărturie al apariției lui Pavlik la procesul tatălui său și la absența unor denunțuri secrete.

### Decizia Curții Supreme a Federației Ruse
În primăvara anului 1999, Innokenti Hlebnikov, co-președintele Societății Memorial din Kurgan, în numele lui Matriona Șatrakova, fiica lui Arseni Kulukanov, a trimis o petiție la Procuratura Generală din Rusia pentru a revizui decizia Curții Regionale Ural, care le-a condamnat la moarte pe rudele lui Pavlik. Procuratura generală a Rusiei a ajuns la următoarea concluzie:
„Verdictul Tribunalului Regional din Ural din 28 noiembrie 1932 și hotărârea consiliului judiciar-cauză a Curții Supreme a URSS din 28 februarie 1933 cu privire la Arseni Ignatievici Kulukanov și Xenia Ilinicina Morozova va fi schimbat schimbe: se reclasifică acțiunile lor de la articolul 58-8 din Codul penal al URSS la articolul 17 și 58-8 din Codul penal al URSS, lăsând aceeași măsură de pedeapsă.

Declară că Serghei Sergheevici Morozov și Daniil Ivanovici Morozov au fost condamnați în mod justificat în prezenta cauză pentru comiterea unei infracțiuni contrarevoluționare și nu sunt supuși reabilitării.”
Procuratura Generală a Rusiei, care se ocupă de reabilitarea victimelor represiunilor politice, a concluzionat că uciderea lui Pavlik Morozov a fost de natură pur criminală și că ucigașii nu pot fi reabilitați din motive politice. Această concluzie, împreună cu materialele din verificarea suplimentară a cazului nr. 374, a fost trimisă la Curtea Supremă a Federației Ruse, care a decis să nu-i reabiliteze pe ucigașii lui Pavlik și Fiodor Morozov.

### Opinii privind hotărârea Curții Supreme de Justiție
Potrivit lui Boris Sopelniak, „la apogeul isteriei perestroikăi [...] așa-numiții ideologi, care au fost lăsați să intre în troaca cu dolari, au fost cei care au încercat cel mai mult [să elimine dragostea de Patrie din tineri]”. Potrivit lui Sopelniak, Procuratura Generală a Rusiei a examinat cu atenție cazul.
Potrivit opiniei lui Maur Reynolds, Matriona Șatrakova a murit cu trei luni înainte ca hotărârea Curții Supreme din Rusia să îi fie remisă în 2001, iar poștașul a refuzat să îi dea hotărârea fiicei ei.

## Cazuri similare în URSS
Au existat și alte cazuri în Uniunea Sovietică în anii '30 care au fost asemănătoare din multe puncte de vedere cu povestea lui Pavlik Morozov.
Astfel, la începutul anului 1935, în stația de cale ferată Vahrușevo din Ținutul Kirov, pioniera Anna Sokolova, în vârstă de 15 ani, a surprins conversațiile unor „foști kulaci”, muncitori feroviari, care „sunt încântați în legătură cu asasinarea tovarășului Kirov și justifică actul ticălos”. Școlărița a apelat la comitetul local de partid, dar nu a reușit să-l determine să ia vreo măsură împotriva „dușmanilor poporului”. Mai mult, pioniera ar fi fost hărțuită la această întâlnire, iar tatăl ei a fost concediat puțin mai târziu. Totul s-a schimbat atunci când cazul a fost relatat pentru prima dată în presa locală, apoi în ziarul unional pentru copii „Pionerskaia Pravda”. Ca urmare, „dușmanii poporului” au fost judecați, tatăl pionierului a fost repus în drepturi, iar ea a fost răsplătită pentru „vigilența bolșevică” cu o bucată de mătase de 2,5 metri și o pereche de cizme noi. S-a pus, de asemenea, problema unei eventuale acordări a unui voucher pentru tabăra de unionale pionieri „Artek”.
Cam în aceiași ani, a devenit cunoscut cazul „pionierului Kolia Șceglov”, care ar fi „demascat un dușman al poporului” în persoana tatălui său și ar fi cerut ca acesta să fie împușcat. Autoritățile sovietice și autoritățile NKVD au tratat favorabil apelul copilului, iar tatăl băiatului a fost împușcat. O relatare a acestui incident real sau fictiv este păstrată într-o cronică ce documentează discursul unui apparatcik sovietic de rang înalt, Anastas Mikoian, la o reuniune de gală care sărbătorea cea de-a 20-a aniversare a NKVD-ului în decembrie 1937.

## Cinstirea memoriei eroului pionier
- La 2 iulie 1936, Sovietul Comisarilor Poporului din URSS a adoptat o rezoluție privind construirea unui monument al lui Pavlik Morozov în Moscova, la intrarea în Piața Roșie.
- În 1936, a fost deschis în Ekaterinburg Parcul Pavlik Morozov.
- În Moscova, a fost ridicat un monument lui Pavel Morozov în parcul din Raionul Presnenski. (Parcul a fost numit o vreme „Parcul copiilor Pavlik Morozov”. Monumentul a fost demolat fără autorizație în august 1991 și resturile au dispărut în luna care a urmat.
- În 1951, Comitetul Regional Sverdlovsk al Comsomolului a anunțat un concurs pentru construirea unui monument pentru eroul pionier Pavlik Morozov. Premiul I a fost acordat lui Piotr Sajin. În 1952, la 20 de ani de la moartea lui Pavlik Morozov, sculptorul a finalizat lucrarea. Monumentul a fost ridicat în 1954 în satul Gherasimovka.[29].
- În 1957, a fost ridicată în Sverdlovsk, în parcul Pavlik Morozov, o copie a monumentului lui Sajin. În octombrie 1991, monumentul a fost doborât de pe piedestal. Sculptura nu a fost deteriorată și a fost îndepărtată de administrația parcului. Parcul poartă încă numele de Pavlik Morozov.
- Au fost ridicate monumenteau în Russki Aktaș (Tatarstan), în orașele Ostrov, Kaliningrad (Rusia), Glazov (Udmurtia, Ukhta (Komi) și în Parcul Copiilor din Simferopol (Crimeea).
- Au fost realizate basoreliefuri pe aleile pionierilor-eroi din Saratov, Simferopol, Ulianovsk, Celiabinsk și a fost dezvelit un bust în parcul pionierilor-eroi din Dankov.
- Numele lui Pavlik Morozov a fost dat lui colhozului din Gherasimovka și altor ferme colective, școli și grupuri de pionieri.
- Șoseaua Novovagankovski din Moscova a fost redenumită strada Pavlik Morozov în 1939, iar un club care îi poartă numele a fost organizat în Biserica Sfântul Nicolae din raionul Presnenski al capitalei.
- Teatrul regional de păpuși din Ivano-Frankivsk a primit numele lui Pavlik Morozov.
- Maxim Gorki îl numea pe Pavlik „unul dintre micile miracole ale epocii noastre”.
- În 1954, compozitorul Iuri Balkașin a compus poemul muzical „Pavlik Morozov”[30].
- În 1955, Pavel Morozov a fost înscris pe primul loc în Cartea de onoare a Organizației Unionale a Pionierilor „Lenin”. La numărul 2 a fost trecut numele eroului-pionier, luptătorul împotriva culacilor Nicolai (Kolia) Miagotin.
- În orașul Turinsk din Regiunea Sverdlovsk, a existat un parc al lui Pavlik Morozov. În centrul parcului se afla un monument care îl înfățișa pe pionierul-erou în mărime naturală, cu o cravată de pionier la gât. În anii 1990, monumentul a fost furat de persoane neidentificate. Astăzi, piața este redenumită „Piața istorică”. O stradă din oraș îi poartă numele lui Pavlik Morozov.
- Există o stație care poartă numele lui Pavlik Morozov pe celea ferată cu ecartament îngust pentru copii din Celiabinsk.

Multe străzi din orașele și satele fostei Uniuni Sovietice au fost denumite în onoarea lui Pavlik Morozov. 
Potrivit lui Johan Dietsch, cultul lui Pavlik Morozov din URSS, ca și cel al lui Herbert Norkus ucis cu câteva luni mai devreme în Germania, a fost un model caracteristic totalitarismului politic. De asemenea, a servit drept justificare pentru acțiunile aparatului represiv. În plus, propaganda și pedagogia ambelor regimuri aveau ca scop ridicarea tinerilor-eroi la rangul de modele de urmat, pentru care conștiința politică și disponibilitatea de sacrificiu de sine erau primordiale.
- Mărci poștale sovietice

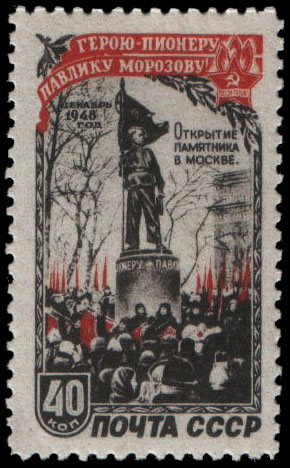
1950 (40 copeici)
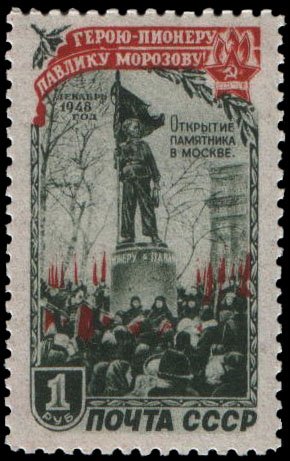
1950 (1 rublă)
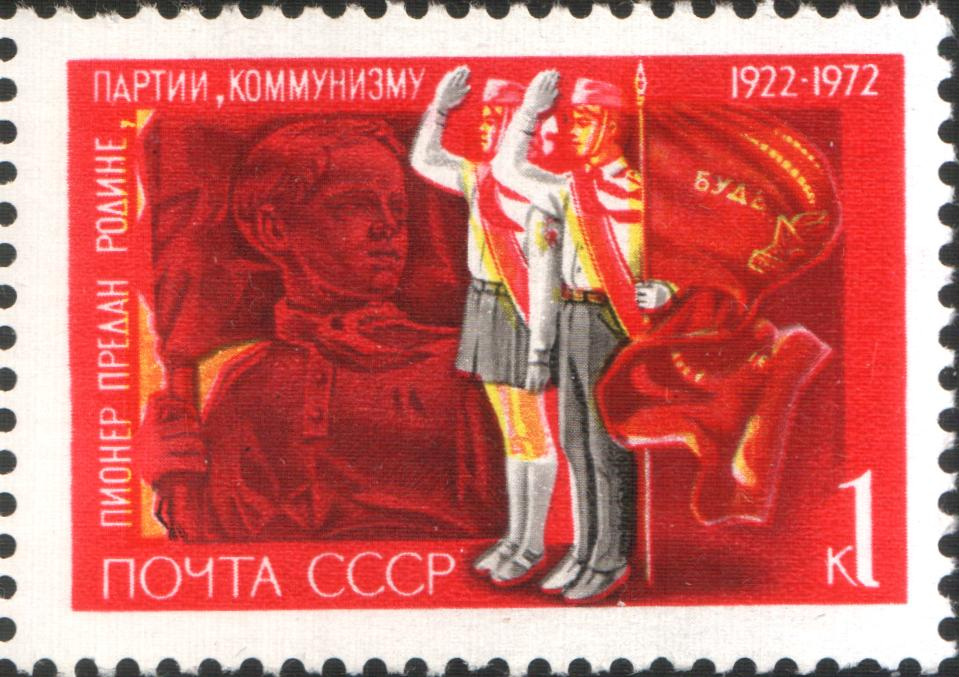
Pionierii salută monumentul lui P. Morozov (Moscova) (1 copeică)

### Opinii
Soprana Galina Pavlovna Vîșnevskaia, Artista al Poporului, a scris:
„ Și apare cel mai demn model de urmat – trădătorul Pavlik Morozov, în vârstă de 12 ani, „căzut eroic în lupta de clasă”, onorat pentru trădarea sa cu monumente, portrete, glorificat în cântece și poezii pe baza cărora vor fi educate următoarele generații. Pavlik Morozov, pe care și astăzi milioane de copii sovietici îl laudă pentru că și-a denunțat propriul tată și bunic. Așa cum în Germania lui Hitler copiii germani erau învățați să își denunțe părinții, tot așa în Rusia am început să educăm în mod conștient o generație de turnători, începând din școală.”
Istoricul și publicistul Oleg Maksimovici Hlobustov crede că:
„Pavel Morozov, când a fost interogat ca martor în februarie 1932, a confirmat că - da, l-a văzut pe tatăl său și pe un bărbat necunoscut, care nu era locuitor al satului Gherasimovka, eliberând astfel de certificate în luna septembrie a anului precedent, primind cadouri în schimb. El nu știe ce era acolo, deoarece se afla într-un coș. Ei bine, este clar că a existat un fel de motiv egoist. Asta e toată crima lui, că a acționat ca martor, ca un cetățean care și-a îndeplinit datoria. I s-au pus întrebări precise, a răspuns la ele. Dar aici nu a fost nici un denunț, nici o trădare, pentru că a fost confirmarea unui fapt real. La Moscova a existat un parc al pionierilor și un monument în cinstea lui Pavlik Morozov. Firește, a fost dărâmat. Poate că astăzi este timpul să îl restaurăm, să îl punem la locul lui, să spunem adevărul, adevărul istoric despre această victimă nevinovată, un băiat de fapt, și să îi acordăm credit istoric, eliberându-l de acele acuzații, de calomnia care l-a bântuit timp de mulți ani?”
Directorul Muzeului Pavlik Morozov din Gherasimovka, Nina Kupratsevici, justifică numele conaționalului său:
„... el este doar o victimă a vremurilor grele. Și mai ales oamenii superstițioși se îndreaptă încă spre băiat, iar acesta continuă să trăiască într-o nouă imagine mistică. Elevii din tot districtul, localnicii și oaspeții - Gherasimovka își amintește de consăteanul său. Oamenii obișnuiau să vină la el cu trompete și tobe. Acum vin cu cădelnițe și rugăciuni. Acest băiat a murit la 13 ani, dar continuă să trăiască și după moartea sa. Timp de 80 de ani nu pot uita numele lui Pavlik Morozov. Uciderea brutală al lui și al fratelui său în pădure tulbură mințile istoricilor și nu dă pace consătenilor. Astăzi este clar - el nu este nici erou, nici trădător. Și cu siguranță nu este un pionier. Organizația copiilor a apărut în Gherasimovka la câțiva ani după moartea fraților. Am distorsionat istoria dincolo de recunoaștere. Și ne-am ridicat în apărarea copilului. Pentru noi, Pavlik Morozov este compatriotul nostru, ruda noastră.”

### Publicații bazate pe cartea lui Iu. I. Drujnikov
- И Павлики кровавые в глазах… // Правда.ру, 23.09.2003
- Калинина Т. Павлик Морозов пал жертвой жестоких взрослых // Утро.ру, 4 сентября 2007
- Лебедев В. П. Темная аура Павлика Морозова // Альманах «Лебедь». 14.06.2006. № 486.
- Поздняев М. За что ж вы Павлика Морозова? Земляки пионера-героя попросили у него прощения // newizv.ru, 4 сентября 2007
- Рейнольдс М. Бессмертная легенда о Павлике Морозове // ИноСМИ.ру, со ссылкой на Los Angeles Times (2002)
- Щуплов А. Уроки Павлика Морозова // Российская газета.